# Pedra Furada (Portugal)
Pedra Furada is een plaats (freguesia) in de Portugese gemeente Barcelos en telt 399 inwoners (2011).

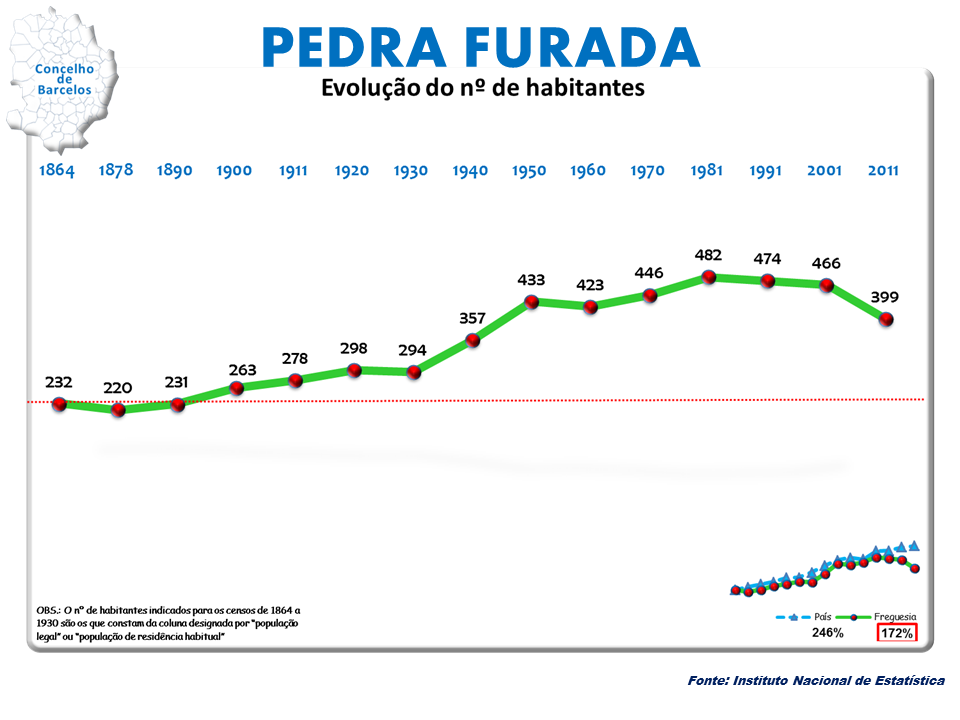
Bevolkingsontwikkeling tussen 1864 en 2011